# 圍棋四哲
圍棋四哲一詞，指的是日本古代圍棋史上，四位有名人實力，卻因兩兩相對而無法成為名人(制度下只能容許一位名人)。

## 元丈、知得
本因坊元丈、安井知得兩人相差一歲，元丈棋風好殺、行棋位置高，知得重實利，形成強烈對比，兩人在棋盤外是極要好的朋友，謙讓和睦，在盤上則是實力伯仲之間的好對手，兩人總計下了77盤，成績如下：
知得拿黑：32勝6敗2和2打掛

元丈拿黑：27勝6敗2和2打掛
知得雖然多贏五盤，但是知得拿黑盤數也較多，所以兩人實力所差無幾。棋聖丈和稱其中的三十盤「從頭到尾沒有一手可以挑剔的」，並更稱其中七盤「完全是名人等級」，足見推崇了。

## 第十一世井上因碩
因碩為井上家第十一世家督，跡目名號為安節。在做為跡目之時，以井上跡目安節的身分下了許多名作，其中最多的就是與丈和的對局，兩人皆是力量殺棋型的，大開大閤、全盤從頭殺到尾屢見不鮮，但於小地方亦是小巧，從未任跡目前以服部立徹之名到擔任家督前總計與丈和下了68局棋，成績如下：
安節受二子：6勝4敗1和

安節拿黑：27勝17敗2和3打掛1不明

丈和拿黑：6勝1敗
總計雖然安節成績較好，但是從二子到先相先(一說曾經打到分先過)，安節拿黑子次數壓倒性的多，且從內容上看，丈和卻是技高一籌。
安節在丈和繼任後，天下唯知得一準名人，後來與丈和談條件，安節升上手，丈和升準名人。後來安節繼任家督後，認為之前以安節、立徹名義下的棋全是垃圾，進而否定技遜丈和，並提出升準名人要求，在知得反對下，原要爭碁，但丈和走內線想一步登天名人，於是知得與因碩聯手，並讓因碩升為準名人，條件是與丈和爭碁(因丈和要申請名人，自然要反對而下爭碁)，但是在名人由誰繼任的討論會上，因碩出爾反爾，最後知得與丈和爭碁，但一盤也沒下知得就病倒了，且丈和又與因碩談條件說一人各作名人六年，因碩不知受騙，於是丈和在知得停弈、因碩同意下就任名人，但之後就把因碩的條件給否定掉了，因碩因而吃了個大悶拳。
丈和繼任名人後，因碩想盡辦法要打下丈和，於是練出了秘藏弟子赤星因徹(上手)，在御好碁上，開盤因徹大幅領先，但是丈和不愧棋聖，在中盤下出了留名千史的「三妙手」，大逆轉，搞得因徹當場吐血而死(因徹吐血局，26歲)，於是在丈和任內，因碩就沒有再打名人念頭了。

## 因碩、秀和
吐血此事震驚碁壇，大家無不對丈和敬而遠之，加上丈和走「內線」討好元老(元老有任命名人權力)最大功臣林元美因丈和說好升上名人就升其為準名人而失約大為火光，使得丈和眾叛親離最後退休，並立元丈之子丈策為第十三世本因坊，並再立門下最強徒秀和為其跡目(因丈策實力不夠，僅是丈和要報師恩而已)。
果然丈和一退休，因碩馬上申請名人碁所，跡目秀和(上手)馬上出來反對，於是爭碁在所難免，這局棋乃名局中的名局，秀和從頭到尾完全保持著先著效力(黑先下有4~6目的優勢，是以近代才會提初貼目的規則)，因碩中途甚至還吐血好幾次，卻不願趁機永久打掛(白棋如果認為局勢對自己不利或是局勢不明，可以選擇打掛，打掛原意是擇日再下，但白棋因身分較高多半會趁機不再下)，最後秀和黑四目勝，因碩於是申請停弈爭碁。
過了幾年，在元老的安排下，因碩再次與秀和對局，這局棋被認為是因碩生涯傑作，至官子階段，因碩看錯了棋，導致損了六目之多，最後不多不少就輸了六目，於是因碩覺得秀和實力不過爾爾(因為原本該和局，和局則白棋實力較高)，該年御好碁再次請元老排定與秀和對局，兩人差一段，應該是先相先，前兩盤因碩都執白，此局應當執黑，但是因碩認為要做為名人，就應該以白棋勝了才說得通，於是在發誓「此局再輸，勢不再下御城碁」，這盤局秀和仍是從頭到尾保持著先著效力，在中盤末時，因碩打出了鬼手，在當場無人發覺其陰謀下，秀和本想也不想就要走進陷阱時，秀和徒弟、彼時十四歲四段的桑原秀策故意打翻茶杯示意，因此秀和沒有上當，之後雖然因碩又連打了兩個鬼手，無奈秀和已經步步為營，最後仍是黑四目勝。於是因碩終於死心而退休，改名幻庵，此人生在丈和秀和兩人之中，上遇丈和不勝，下碰秀和三敗，幻庵雖徒具名人實力，仍是敗多於勝，後世稱百敗將軍，不過其屢敗屢戰、雖然局中吐血仍不願趁機永久打掛的精神值得吾人效法。

## 秀和
因碩退休後，井上家新家督為丈和長子節山因碩，自然不會找他麻煩，無奈天不逢時，偏偏安井家的新家督算知卻是秀和剋星，好不容易幾年後算知突然暴斃(據說是被毒死的)，新任家督算英不過初段，於是秀和終於提出名人申請，偏這時井上家新家督松本錦四郎出來攪和，松本錦四郎自知勝不過秀和，但是以之前安節因碩(幻庵)爭碁對手秀和當時並非家督為由，於是推出安井分支坂口家的坂口仙得(上手)做為爭碁對手。
不料此時美國逼日本簽訂神奈川條約，一時間全國都熱血沸騰、同仇敵愾，認為應要打倒幕府，圍棋這種東西只有在和平時期才有，於是此爭碁又不了了之，兼之之後坊門發生大火，秀和最後鬱鬱寡歡而死。

## 其他
以下列出有名人實力而沒申請，或是申請名人失敗者：
- 本因坊算悅(與安井算知的名人爭碁平分秋色而沒當上名人)
- 本因坊道悅(自認技遜徒弟道策，乃讓位)
- 本因坊跡目秀策(雖為跡目，卻早有名人實力，在還沒繼任前就早死)
- 本因坊秀甫(因其師秀和沒當上名人，在尊師重道之下不願當上名人)
- 安井算哲(以「年紀太大」為由，申請遭駁回)
- 安井仙知(大仙知)(生性淡泊，加上其徒知得青出於藍，乃讓位)
- 林因長(遭秀伯反對，秀伯死後再次申請又被以「年紀過大」為由遭駁回)